# Egy troll New Yorkban
Az Egy troll New Yorkban (eredeti cím: A Troll in Central Park) 1994-ben bemutatott amerikai rajzfilm, amelyet Don Bluth és Gary Goldman rendezett. Az animációs játékfilm producere John Pomeroy. A forgatókönyvet Stu Krieger írta, a zenéjét Robert Folk szerezte. A mozifilm a Sullivan Bluth Studios gyártásában készült, a Warner Bros. Family Entertainment forgalmazásában jelent meg. Műfaja zenés fantasyfilm.
Amerikában 1994. október 7-én mutatták be a mozikban, Magyarországon 2011. június 8-án adták ki DVD-n.

## Szereplők
| Szereplő     | Eredeti hang          | Magyar hang                                                                   |
| ------------ | --------------------- | ----------------------------------------------------------------------------- |
| Stanley      | Dom DeLuise           | Láng Balázs Bercsényi Péter (ének)                                            |
| Gus          | Phillip Glasser       | Richter Tamás                                                                 |
| Rosie        | Tawny Sunshine Glover | Koller Virág                                                                  |
| Gnorga       | Cloris Leachman       | Zborovszky Andrea Szörényi Júlia (ének)                                       |
| Llort        | Charles Nelson Reilly | Szabó Máté                                                                    |
| Hillary      | Hayley Mills          | Solecki Janka                                                                 |
| Alan         | Jonathan Pryce        | Varga Gábor                                                                   |
| Rádióbemondó | N/A                   | Földi Tamás                                                                   |
| Várőrök      | N/A                   | Bor László Sörös Miklós énekhangok: Bercsényi Péter Tihanyi Attila            |
| Virágok      | N/A                   | Köves Dóra Pipó László Pupos Tímea énekhangok: Fodor Annamária Szörényi Júlia |

## Szinkronstábok
| Magyar változat munkatársai | Magyar változat munkatársai                       |
| --------------------------- | ------------------------------------------------- |
| Magyar szöveg               | Szojka László                                     |
| Hangmérnök                  | Másik Zoltán                                      |
| Rendezőasszisztens          | Kemendi Balázs                                    |
| Vágó                        | Wünsch Attila                                     |
| Gyártásvezető               | Földi Gabriella                                   |
| Szinkronrendező             | Földi Tamás                                       |
| Szinkronstúdió              | Active Kommunikációs Kft., Suka Sándor műtermében |
| Forgalmazó                  | Fantasy Film                                      |

## Betétdalok
| Magyar                  | Magyar                                         | Angol                     | Angol                                     |
| Dal                     | Előadó                                         | Dal                       | Előadó                                    |
| ----------------------- | ---------------------------------------------- | ------------------------- | ----------------------------------------- |
| Gnorga: Egy rémes nő    | Szörényi Júlia                                 | Gnorga, The Queen of Mean | Cloris Leachman                           |
| Jöjj hát, szállj velem! | Bercsényi Péter Fodor Annamária Szörényi Júlia | Welcome To My World       | Dom DeLuise St. Patrick's Cathedral Choir |
| Minden csupa zöld       | Bercsényi Péter Fodor Annamária Szörényi Júlia | Absolutely Green          | Dom DeLuise St. Patrick's Cathedral Choir |